# Ferdinand Arnold (Botaniker)

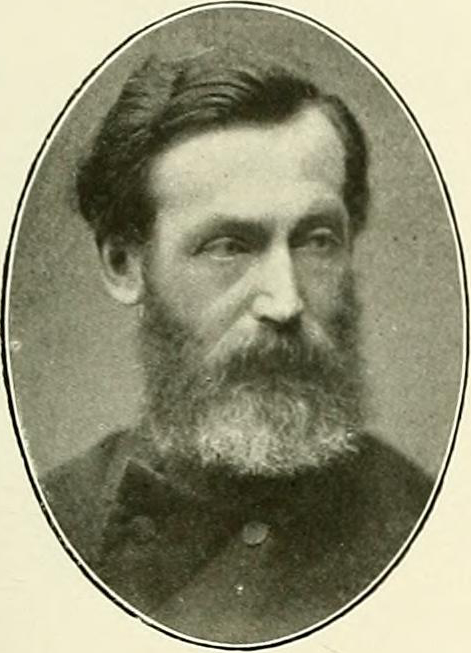
Ferdinand Christian Gustav Arnold

Ferdinand Christian Gustav Arnold (* 24. Februar 1828 in Ansbach, Königreich Bayern; † 8. August 1901 in München) war ein bayrischer, deutscher Jurist und Botaniker, der sich besonders mit Flechten befasste (Lichenologie). Sein offizielles botanisches Autorenkürzel lautet „Arnold“.
Arnold besuchte die Lateinschule in Eichstätt und ab 1841 bis zum Abschluss 1845 das (heutige) Wilhelmsgymnasium München. Schon als Schüler interessierte er sich schon für Botanik mit reger Sammeltätigkeit in der Umgebung von München. Er studierte ab 1846 in München und Heidelberg Jura mit dem Staatsexamen 1853 und war 1857 bis 1877 als Jurist in Ansbach, Muggendorf und Eichstätt tätig und danach bis 1896 in München. Zuletzt war er Oberlandesgerichtsrat.
Daneben befasste er sich mit Botanik, zuerst mit Gefäßpflanzen, später mit Moosen und Flechten. Er war ein Schüler von Carl Friedrich Philipp von Martius und Otto Sendtner, Alexander Braun, Karl Friedrich Schimper, Ph. von Zwackh und August von Krempelhuber.
Unter anderem veröffentlichte er über Flechten des Fränkischen Jura (in Flora, 1881 bis 1885) und alpine Flechten in Tirol (Lichenologische Ausflüge in Tirol). Er unternahm ab 1864 alljährlich Reisen nach Tirol (einschließlich Südtirol und das angrenzende Trient) zum Sammeln.
1878 wurde er Ehrendoktor in München. Er war Gründungsmitglied der Bayerischen Botanischen Gesellschaft. 1883 wurde er Mitglied der Leopoldina.
Arnold gab Exsiccatensammlungen heraus und trug zum Beispiel zu der von Gottlob Ludwig Rabenhorst bei.
Sein Herbarium von rund 120.000 Exemplaren von Flechten und 30.000 von anderen Pflanzengruppen und Pilzen ging an die Botanische Staatssammlung München. Arnold sammelte vor allem in Bayern und den Alpen, er kam aber durch Tausch auch in den Besitz vieler ausländischer Exemplare.
Ferdinand Arnold starb 1901 im Alter von 73 Jahren in München.

## Grabstätte

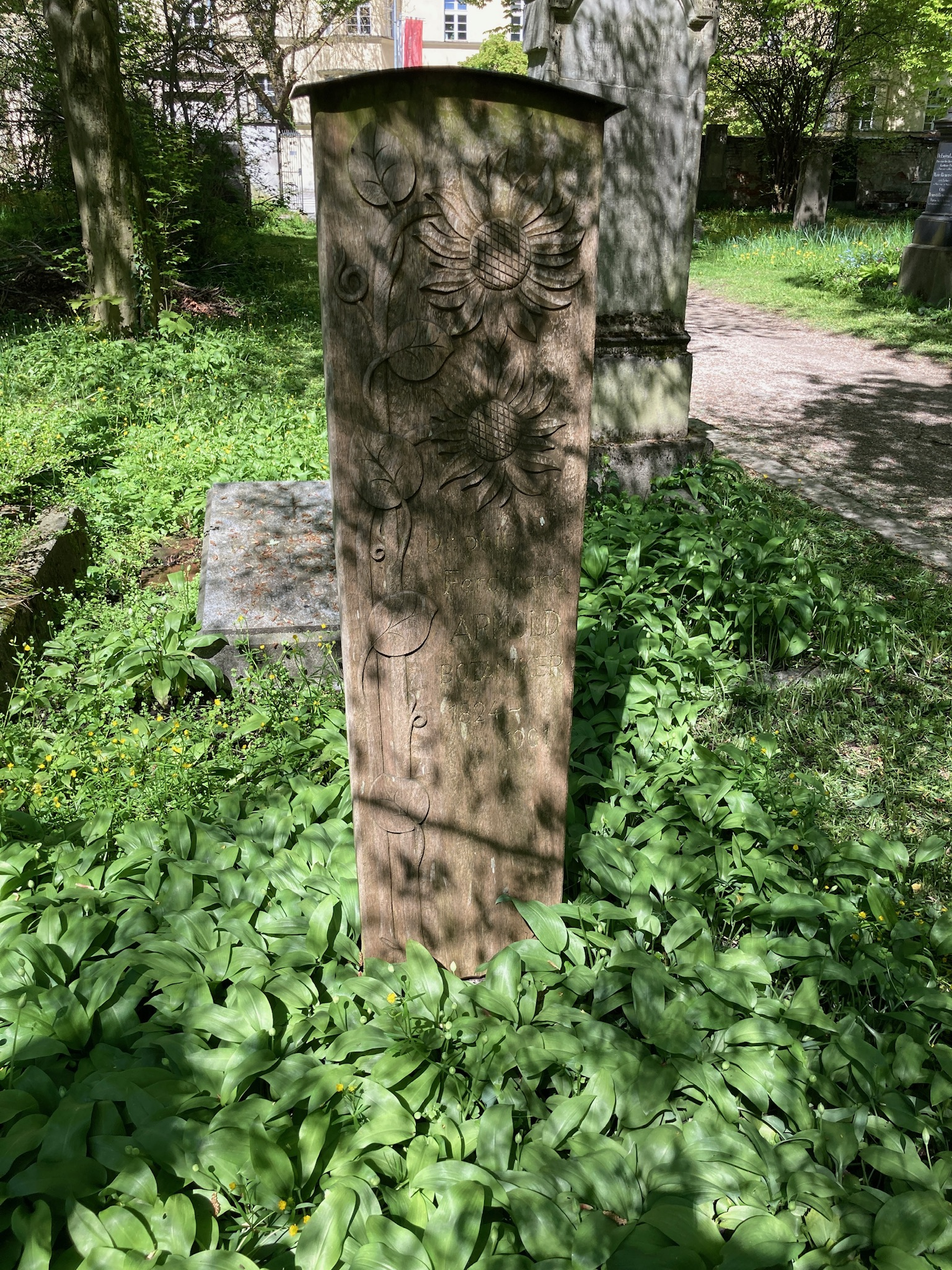
Grab von Ferdinand Arnold auf dem Alten Südlichen Friedhof in München

Die Grabstätte von Ferdinand Arnold befindet sich auf dem Alten Südlichen Friedhof in München (Gräberfeld 14 – Reihe 2 – Platz 2) Standort.